# Борданс, Янис
Янис Борданс (латыш. Jānis Bordāns; род. 21 июня 1967, Балви) — латвийский юрист, политический и государственный деятель. Основатель и лидер в 2014—2022 годах Новой консервативной партии, переименованной в 2022 году в «Консервативные». Заместитель премьер-министра (вице-премьер) Латвии (2019—2022), министр юстиции Латвии в 2012—2014 и 2019—2022 годах. Депутат V и XIII Сеймов Латвии (1994—1995, 2018—2019).

## Биография
С 1989 года — в Народном фронте Латвии. В 1992 году окончил юридический факультет Латвийского университета. В начале 90-х годов работал в прокуратуре, с 1992 года — в отделе международных дел Министерства внешней торговли. С 1994 по 1995 год он был депутатом 5-го Сейма Латвии от партии «Латвийский путь». Борданс работал советником генерального директора Латвийского телевидения по правовым вопросам, с 1996 года — присяжный адвокат.
В 2010 году он стал советником Валдиса Домбровскиса и парламентским секретарем в канцелярии премьер-министра. С 2011 по 2012 год — парламентский секретарь в Министерстве юстиции.
Депутат Рижской думы. На выборах в 13-й Сейм — кандидат на пост премьер-министра от Новой консервативной партии.
7 ноября 2018 года президент Латвии Раймондс Вейонис поручил Янису Бордансу сформировать правительство. Однако Бордансу не удалось сформировать коалицию.
Назначен заместителем премьер-министра и министром юстиции Латвии в правительстве под руководством премьер-министра Кришьяниса Кариньша, утверждённом Сеймом Латвии 23 января 2019 года.
После того как «Консервативные» на парламентских выборах 2022 года не смогли преодолеть пятипроцентный барьер, ушёл в отставку с поста председателя правления партии. Новым председателем избран Гатис Эглитис.

## Личная жизнь
Женат, имеет троих детей.